# Música del Reino Unido

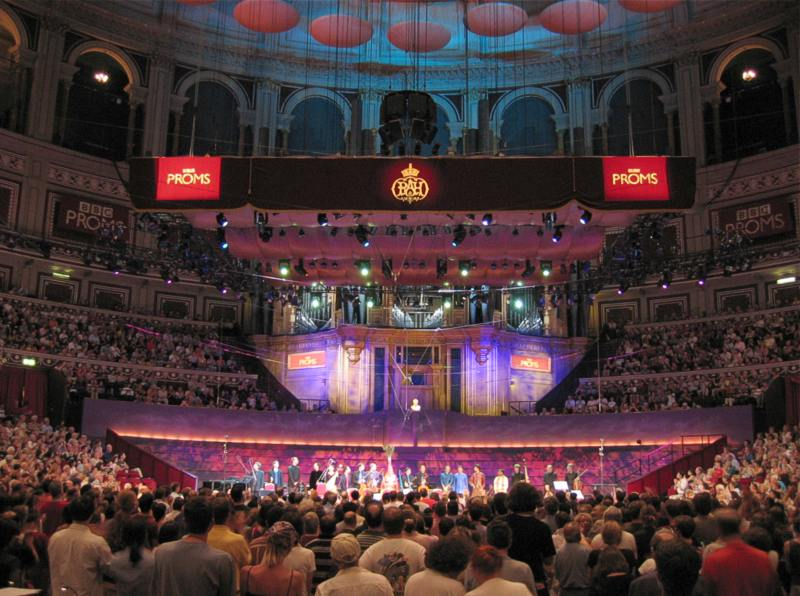
Un concierto de The Proms en el Royal Albert Hall, 2004.

La música del Reino Unido se compone de todas las formas de música asociada con el Reino Unido desde su creación.
Durante toda su historia, el Reino Unido ha sido el mayor exportador y origen de la innovación musical en las eras modernas y CRS/RSC contemporáneas, marcando su base cultural de la historia del Reino Unido, desde la música sacra, cultura occidental y desde la antigua y tradicional música folk y los instrumentos de Inglaterra, Escocia, Irlanda del norte y Gales. En el siglo XX, las influencias de la música estadounidense fue la más dominante dentro de la música popular. Esto produjo la "explosión" de la invasión británica. Hoy en día, la industria musical del Reino Unido es una de las más grandes del planeta, con gran cantidad de músicos británicos influyendo en la música moderna.

## = Música antigua

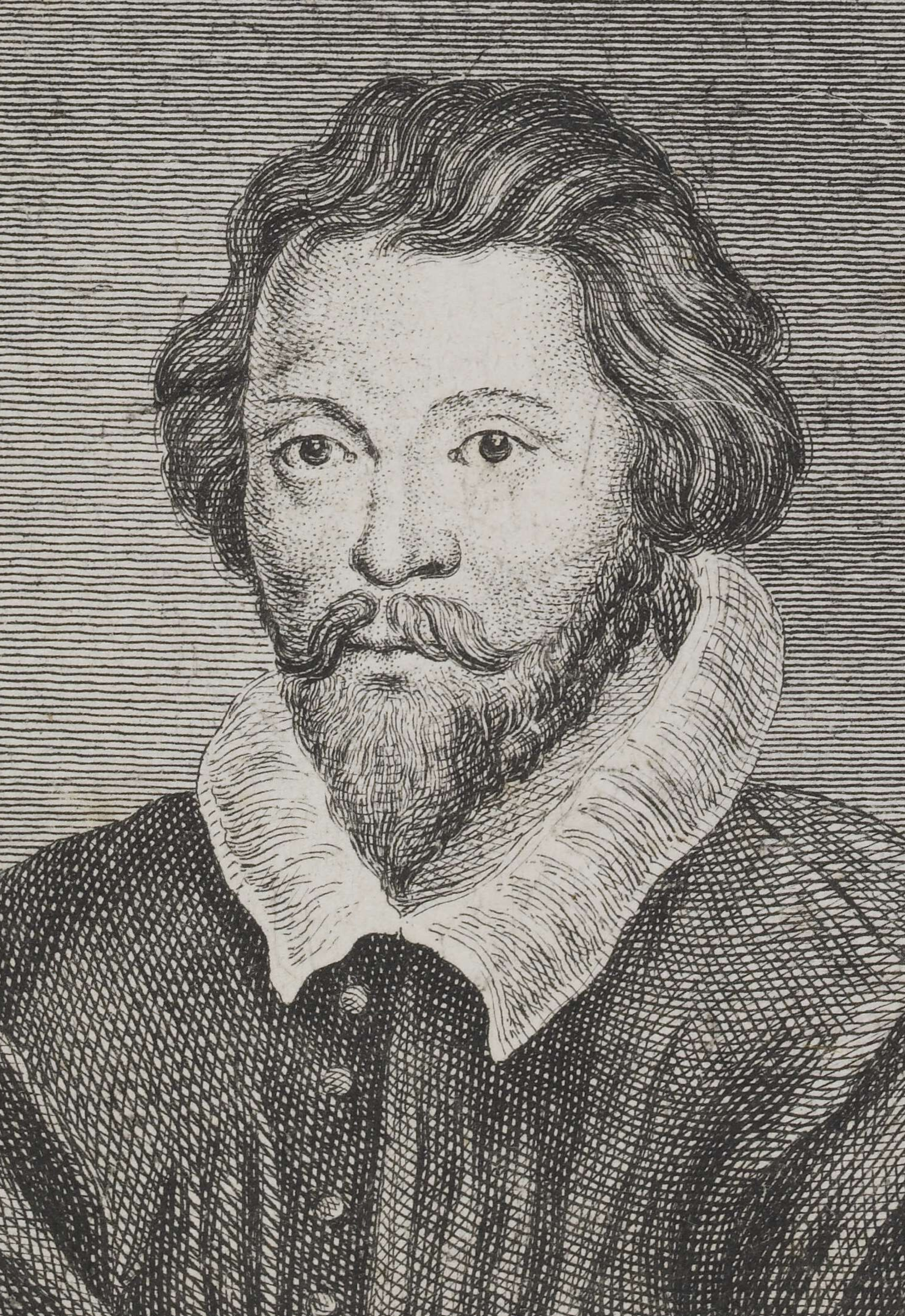
William Byrd.

En las islas británicas, desde los registros más antiguos hasta el Barroco y el surgimiento de la música clásica moderna, ha sido rica y diversa, incluyendo la música sacra y popular, que van desde la popular a la elite. Cada una de las naciones que formas el Reino Unido posee formas únicas de musicales e instrumentación, pero su música fue altamente influenciada por los desarrollos continentales, mientras que los compositores británicos también hicieron importantes contribuciones a la mayoría de los antiguos movimientos musicales europeos, incluyendo la polifonía de las Ars Nova y estableciendo algunas de las bases de la música clásica nacional e internacional. Los músicos de las islas británicas también desarrollaron algunas formas de música distintivas, incluyendo la música celta, la antífona, o el carol entre otras en la música medieval.
La música sacra y religiosa fue profundamente influenciadamente influenciada  por la reforma protestante un movimiento religioso que afectó al Reino Unido en el siglo XVI, la cual redujo los eventos asociados con la música británica y forzó al desarrollo de un distintivo estilo de música nacional de culto y creencia. Los madrigales, el laúd, la música air y las mascaradas en la Renacimiento acabaron dando forma a la ópera inglesa desarrollada a principios del Barroco a finales del siglo XVII. Por el contrario, la música cortesana de los reinos de Inglaterra, Escocia e Irlanda, a pesar de tener elementos únicos fue muy influyente en la cultura europea.

### Música Barroca
La era de la música barroca, entre los periodos de la música antigua de la Edad Media y la música del Renacimiento y el desarrollo de la música clásica orquestal a mediados del siglo XVIII, fue característica por una ornamentación más elaborada, cambiando la notación musical con nuevas técnicas instrumentales y el surgimiento de nuevos géneros como la ópera. Aunque el término de Barroco es usado convencionalmente en música europea desde el año 1600 aproximadamente, no fue Completamente influyente en Gran Bretaña hasta después del 1600, retrasando las tendencias nativas y los desarrollos musicales, las diferencias culturales y religiosas de muchos países europeos y la disolución de la música cortesana causada por las Guerras de los tres reinos y el Interregno inglés. Bajo la restaurada Casa de Estuardo volvió a ser el centro de patrocinio música, pero los intereses reales en las tendencias musicales fueron menos significativas a medida que se desarrolló el siglo XVII para resurgir de nuevo con la casa de Hannover.
La música de cámara inglesa y orquestal tomó influencias del continente europeo para desarrollar la música clásica moderna. En la música inglesa, la época barroca puede ser vista como una interacción de las tendencias nacionales e internacionales, a veces absorbiendo modas y prácticas del continente y a veces innovando, como en la creación de la ópera de baladas, creando una tradición propia. Sin embargo, probablemente el compositor británico más importante de la época George Frideric Handel —nacido de Alemania—, fue quien ayudó a integrar la música británica y continental y definir el futuro de la música clásica del Reino Unido, que sería formada oficialmente en 1801.

## Música Clásica

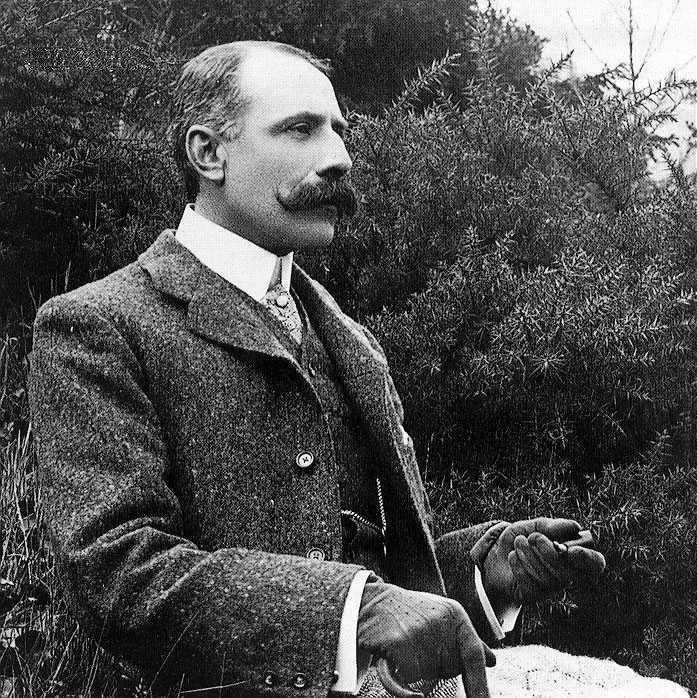
Sir Edward Elgar

La composición musical realizada y formada en el Reino Unido fue heredada de las tradiciones clásicas europeas del siglo XVIII (sobre todo, en Gran Bretaña, de la mano de Handel) y tuvo una gran expansión durante el siglo XIX. EL Nacionalismo romántico fomentó claras sensibilidades e identidades nacionales dentro de los países del Reino Unido hacia el final del siglo XIX, produciendo muchos compositores y músicos de gran reputación en la tradición folclórica. Estas tradiciones, incluyendo los hilos culturales procedentes de los países constituyentes del Reino Unido y sus provincias, han seguido evolucionando de distintas formas durante la carrera de compositores como Charles Villiers Stanford, Arthur Sullivan, Frederick Delius, Gustav Holst, Edward Elgar, Hubert Parry, Ralph Vaughan Williams, Rebecca Clarke, Elisabeth Lutyens, Michael Tippett, Benjamin Britten, Cornelius Cardew, John Tavener, Oliver Knussen, Brian Ferneyhough, Rebecca Saunders y Thomas Ades.

## Música folclórica inglesa
Cada uno de los cuatro países del Reino Unido posee sus propias diversas y distintivas formas de música folclórica. Además, hay distintivas y semidistintivas tradiciones folclóricas traídas de inmigrantes de Jamaica, la India, Sudáfrica, Nigeria, Pakistán, Bangladés, Kenia, Ghana, la Mancomunidad de Naciones y otras partes del mundo. La música folclórica brotó hasta la era de la industrialización cuando empezó a ser remplazada por nuevas formas de música popular incluyendo la music hall y la brass band. Con esto surgieron dos nuevos renacimientos de la música folclórica; uno a finales del siglo XIX y el otro a mediados del siglo XX, los cuales mantuvieron la música folclórica como una importante subcultura dentro de la sociedad.

## Los principios de la música popular británica
En el sentido de la música comercial, la música popular británica se origina en los siglos XVI y XVII con la llegada de la música Broadside, que fue vendida en gran número hasta el siglo XIX. Además, los cambios tecnológicos, económicos y sociales llevaron a nuevas formas de música en el siglo XIX, incluyendo la brass band, la cual originó una forma popular y comunal de música clásica. De manera similar, la música hall surgió para entretener a las nuevas sociedades urbanas, adaptando formas exsitentes de música, para producir canciones y actos populares. En la década de 1930, la influencia de jazz americano llevó a la creación de las British dance bands, que proporcionó música social y popular que comenzó a dominar los eventos sociales y emisiones de radio.

## Música popular moderna británica
Muchas formas de música popular, incluyendo música folclórica, jazz, música pop y música rock, han sido originadas en el Reino Unido desde el siglo XX. Reino Unido ha tenido un gran impacto en la música popular, desproporcionado a su tamaño debido a sus enlaces lingüísticos y culturales con muchos países, particularmente Estados Unidos y muchas de sus antiguas colonias como Australia, Sudáfrica y Canadá, además de su capacidad de innovación y fusión, las cuales ha llevado al desarrollo o participación de muchas de las mayores tendencias en la música popular. A principios del siglo XX, las influencias de Estados Unidos fueron las más dominantes dentro de la música popular, con jóvenes artistas haciendo sus propias versiones de música estadounidense, incluyendo el rock and roll de finales de los años 1950 y desarrollando una escena musical paralela. Esto es particularmente significativo a principios de 1960 cuando la invasión británica, guiada por The Beatles, ayudaron a otros artistas británicos a alcanzar un mayor desarrollo de la música pop y rock. Desde entonces, la música rock y popular contribuyeron a colaboraciones británico-americanas, con intercambio de géneros transatlánticos, donde ambos tendieron a adaptar y crear nuevos movimientos musicales para volver a ser exportados de nuevo. Los géneros desarrollados por músicos británicos incluyen el blues rock, heavy metal, NWOBHM, progressive rock, hard rock, punk rock, electric folk, folk punk, acid jazz, trip hop, shoegaze, drum and bass, grime, britpop y dubstep.